# Constel·lació d'Andròmeda
Andròmeda (Andromeda) és una constel·lació que té 722º quadrats, i ocupa el lloc 19, en tossa, entre les 88 constel·lacions. La constel·lació es troba entre l'Ascensió recta 23, i 2 hores, i declinació entre +23º, i +50º, aproximadament. El seu estel α és Sirrah, nom originari de l'àrab que vol dir llombrígol d'Andròmeda, i és un dels estels que conformen el quadrat del Pegàs (Pegasus). Sirrah és anomenada també Alpheratz, que vol dir espatlla del cavall, fent al·lusió al Pegàs. L'estel β és Mirach, que vol dir el davantal. γ és Alamaak, nom àrab que vol dir linx del desert, i és un estel doble. Hi ha el cúmul obert NGC 752, i la nebulosa planetària NGC 7662. A més hi ha la gran galàxia d'Andròmeda, espiral, catalogada per Messier com a M31; i també M32, i M110. Les constel·lacions associades al mite de Perseu són Andròmeda, Cassiopea, Cefeu, Cetus (el monstre marí), el Pegàs, i Perseu.

## Mitologia

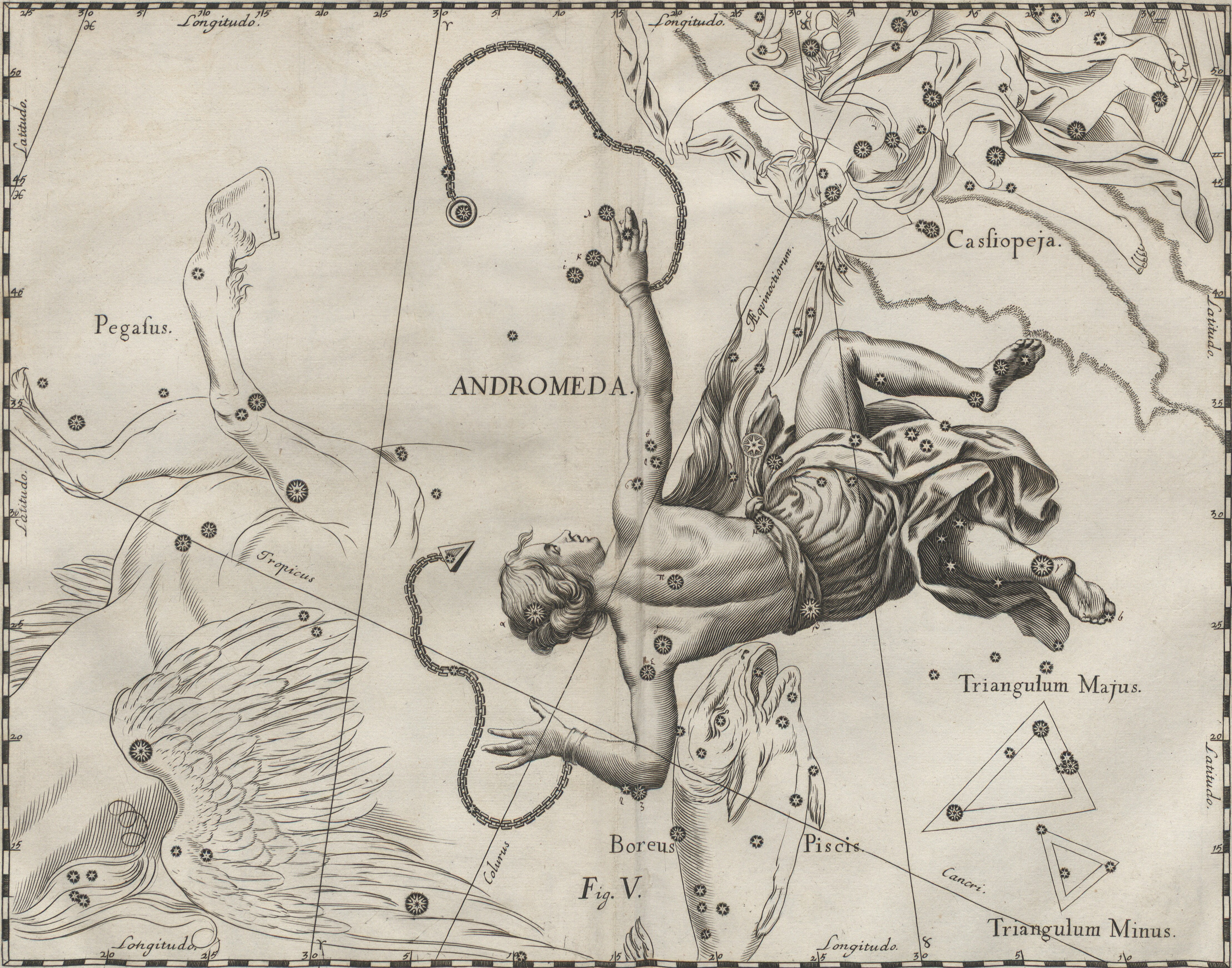
Representació de la constel·lació d'Andròmeda a Uranographia d'Hevelius. Mostra Andròmeda alliberada.

Delimitació actual de la constel·lació d'Andròmeda.

Andròmeda, en la mitologia grega, bella filla del rei Cefeu, rei d'Etiòpia (zona de Jaffa, a les costes de Fenícia), i la reina Cassiopea i esposa de Perseu. Cassiopea ofengué a les nereides que la jutjà més bella que elles, així que en venjança Posidó envià un monstre marí per devastar el regne de Cefeu. Com que només el sacrifici d'Andròmeda aplacava els déus, fou encadenada a una roca i deixada per ser devorada pel monstre. Perseu passà volant sobre el cavall alat Pegàs, i s'enamorà d'Andròmeda. Demanà la mà a Cefeu i aquest acceptà. Perseu aconseguí matar el monstre i alliberà Andròmeda. A la festa del seu matrimoni, però, l'oncle d'Andròmeda, Fineu, a qui originalment havia estat promès, intentà reclamar-la. Perseu el convertí en pedra amb el cap de Medusa. Andròmeda i Perseu tengueren sis fills i una filla.
Algunes figures d'aquest mite com la seva mare i el seu pare: Cassiopea i Cefeu, Perseu i el seu cavall alat Pegàs, i el monstre marí Cetus, han donat nom a les constel·lacions veïnes.

## Característiques

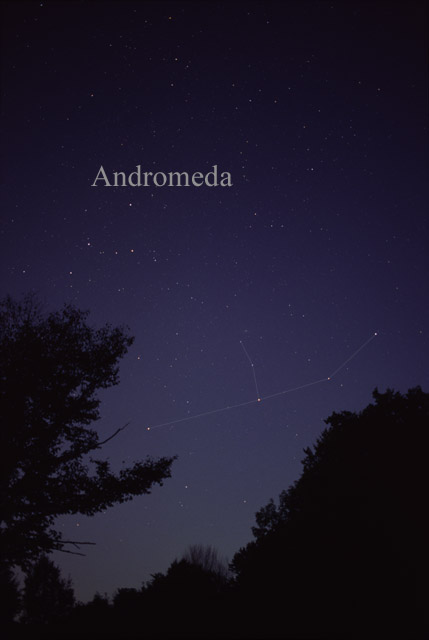
Vista de la constel·lació d'Andròmeda.

Andròmeda és la 19a constel·lació més gran del cel, ocupant una àrea de 722 graus quadrats. Es troba al primer quadrant de l'hemisferi nord (NQ1). La constel·lació es pot veure a latituds entre +90° i –40°. Les constel·lacions veïnes són Cassiopea, Llangardaix, Pegàs, Perseu, Peixos i Triangle.
La forma genitiva d'Andròmeda, utilitzada en els noms d'estrelles, és «Andromedae». L'abreviatura de tres lletres, adoptada per la Unió Astronòmica Internacional (IAU) el 1922, és «And».

### Estels
Andròmeda té tres estrelles més brillants que la magnitud 3,00 i tres estrelles situades a 10 parsecs (32,6 anys llum) de la Terra. L'estrella més brillant de la constel·lació és α Andromedae, també coneguda pel seu nom tradicional, Alpheratz. L'estrella més propera és Ross 248 (classe espectral M6V), també coneguda com a HH Andromedae. Es troba a una distància de només 10,30 anys llum de la Terra.
Amb l'estel més brillant d'Andromeda, α Andromedae, anomenat Alpheratz o Sirrah, es pot construir juntament amb α, β, i λ Pegasi un asterisme anomenat el Gran Quadrat del Pegàs. Aquest estel era considerat part de Pegàs, la qual cosa és confirmada pel seu nom: "espatlla del cavall».
β Andromedae és anomenat Mirach, el davantal. Està a una distància de 88 anys llum i té una magnitud de 2,1. γ Andromedae, Almach, es troba al cap de la cama sud de la gran "A". És un bell estel múltiple amb colors oposats.
υ Andromedae és una estrella binària, situada a uns 44 anys llum de distància, a uns 10 graus a l'est de la galàxia d'Andròmeda. L'estrella principal (υ d'Andròmeda A) és força semblant al Sol, però lleugerament més brillant i calenta, de tipus espectral F8V. L'estrella companya (υ d'Andròmeda B) és una nana roja de tipus espectral M4.5V, situada a una distància d'unes 750 ua de la primària i descoberta el 2002.

### Galàxies

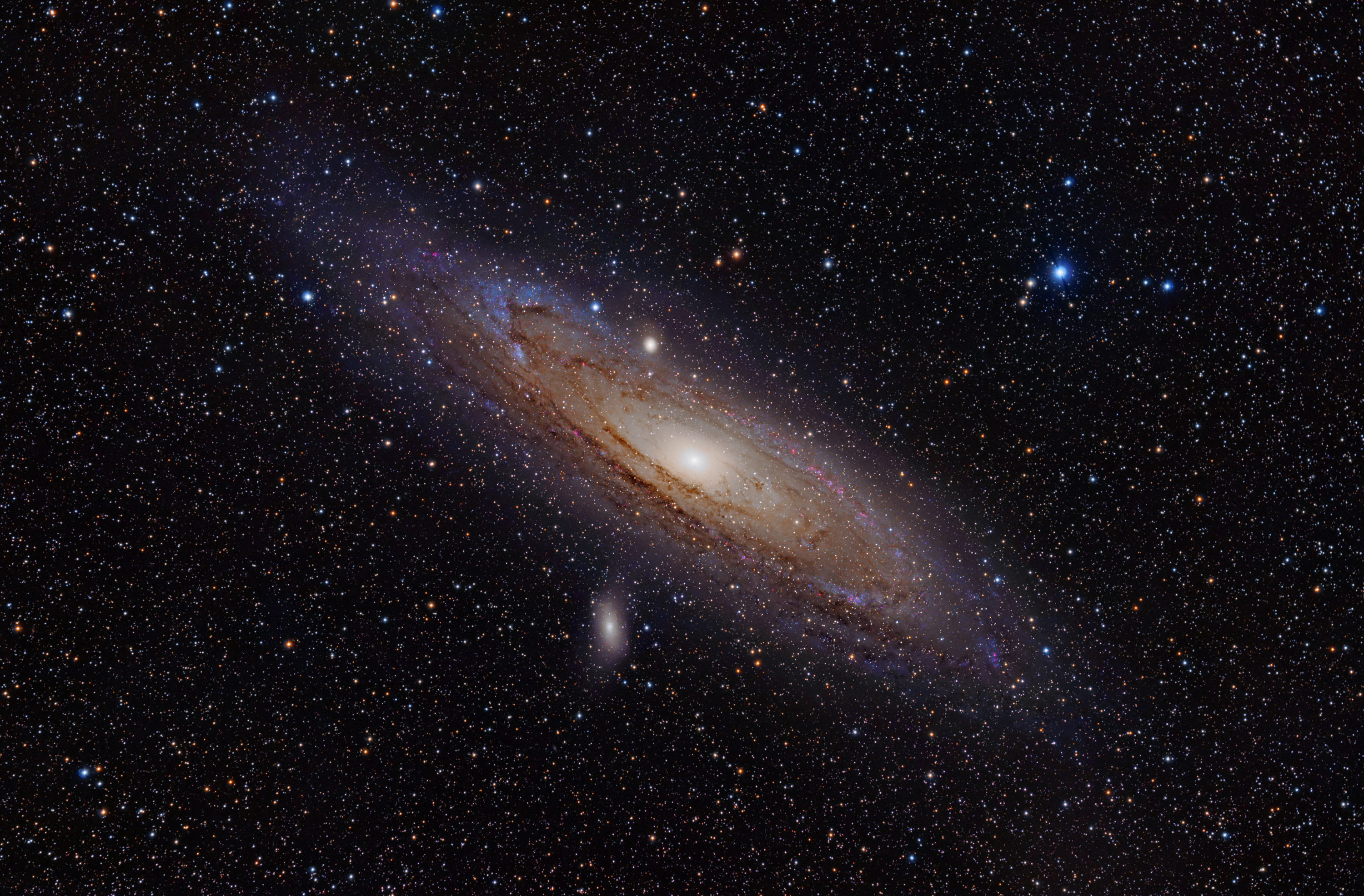
Galàxia d'Andròmeda.

El més famós objecte del cel profund a Andròmeda és M31 o NGC 205, la gran galàxia d'Andròmeda, l'objecte més distant visible a simple vista i una de les galàxies més properes a la nostra galàxia. És la galàxia més massiva del grup local. Hom la localitza al NE de Mirach i una mica més d’un grau a l’E de ψ Andromedae, ocupant una zona d’uns 80 per 250 minuts d’arc. Descrita per primera vegada al segle x per l’astrònom persa As-Sufí (903-986) fou observada amb telescopi el 1612 per l'astrònom alemany Simon Marius (1573-1624). El 1924 l'astrònom estatunidenc Edwin Hubble (1889-1953) hi descobrí alguns estels variables cefeides amb els quals determinà que la distància que ens separava és de l’ordre d’un milió d’anys-llum, la qual cosa implicava que es tractava d’un sistema estel·lar, convertint-se així en la primera galàxia descoberta fora de la Via Làctia.
Andròmeda és una galàxia espiral del tipus Sb, de magnitud absoluta –21,1 i a una distància de 2,18 milions d’anys-llum. Amb un diàmetre de 163 000 anys-llum, conté uns 200 000 milions d’estels, amb una massa total de 3 × 1011 masses solars, unes dues vegades la massa de la Via Làctia. L’abundància dels elements químics és semblant a l’abundància en la nostra galàxia, cosa que suggereix una evolució comparable. Té quatre petites galàxies satèl·lit: la NGC 221 (o M32) i la NGC 205, ambdues el·líptiques del tipus E2; i dues petites galàxies el·líptiques, la NGC 185 i la NGC 147.

### Exoplanetes

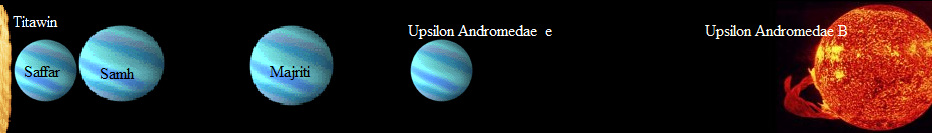
Suposada estructura dels sistema d'υ And.

A principis de 2024 s'havien descobert 33 planetes extrasolars en la constel·lació d'Andròmeda. Destaca el sistema planetari de l'estrella binària υ Andromedae compost, a més dols dos estels, per quatre exoplanetes (υ And b o Saffar, υ And c o Samh, υ And d o Majriti i υ And e). El descobriment d'υ And c l'abril de 1999 pels estatunidencs Geoffrey Marcy i R. Paul Butler convertí aquest sistema en el primer sistema planetari múltiple en ser descobert al voltant d'un estel de la seqüència principal, així com el primer sistema planetari múltiple conegut en un sistema estel·lar múltiple. Aquests astrònoms també havien descobert υ And b el 1996, sent uns dels primers exoplanetes a ser descoberts.